# Big City Nights
Big City Nights е популярна песен на германската рок група „Скорпиънс“, издадена в деветия им студиен албум Love at First Sting от 1984 г. с дължина от 4:08 секунди. Песента е написана от Клаус Майне и композирана от Рудолф Шенкер, двамата са вдъхновени от изгрева на слънцето, който наблюдават в хотела си в Токио, Япония, където отсядат след участията си в известния нощния клуб „Лексингтън Куийн“. Big City Nights е третият сингъл от албума, заедно с Bad Boys Running Wild, на обратната страна на 7-инчова грамофонна плоча, издаден от звукозаписната компания „И Ем Ай“ на 20 август 1984 г.
След издаването си песента придобива огромна популярност, особено в САЩ, като е неразделна част от всички техни концерти след този период. През същата година, сингълът влиза в класацията за рок сингли на „Билборд“ „Мейнстрийм Рок Тракс“ под № 14, както и под № 76 в „Ю Кей Сингълс Чарт“ на Обединеното кралство. Видеоклипът на Big City Nights е засент в САЩ по време на световното концертно турне на „Скорпиънс“ Love at First Sting Tour 1984 – 1986 и е често излъчван от музикалната телевизия „Ем Ти Ви“ през 80-те.
„Ви Ейч Уан“ класира „Скорпиънс“ на 46-о място сред най-големите рок групи, в класацията музикантите са представени именно с тази песен.

## Изпълнения на живо
Big City Nights е изпълнена за първи път на живо на 18 февруари 1984 г. в Ница, Франция на тъкмо започналото турне Love at First Sting Tour. Оттогава песента е неизменна част от всеки концерт и всяко едно турне на групата и със своите над 1300 на брой изпълнения на живо, е четвъртата най-често изпълнявана песен от „Скорпиънс“. Big City Nights е включена в аудио и видео изданието на втория им концертен World Wide Live, издаден през 1985 г., както и в следващите няколко официални концертни албума на групата, като двойните Live 2011 - Get Your Sting & Blackout (2011) и MTV Unplugged in Athens (2013). Песента присъства и във всички видео издания през 90-те и 00-те години на 20-и век, както и през и 10-те години на 21-и век. Big City Nights е и предварително избрана след интернет гласуване от феновете на „Скорпиънс“ да присъства сред изпълнените на концерта във Вакен през 2006 г., издаден под името Live at Wacken Open Air.

## Други версии
През 2000 г. на Експо 2000 в Хановер, Германия, Big City Nights е изпълнена на живо от „Скорпиънс“ заедно с Берлинския филхармоничен оркестър и Рей Уилсън от „Дженезис“, а песента е включена и в двете версии на симфоничния албум Moment of Glory, издаден същата година. През 2011 г., песента е отново записана и издадена в японското издание на кавър албума Comeblack.

## Списък на песните

### Страна едно
1. Big City Nights (Клаус Майне, Рудолф Шенкер) – 3:35

### Страна две
1. Bad Boys Running Wild (Клаус Майне, Херман Раребел, Рудолф Шенкер) – 3:52

## Музиканти
- Клаус Майне – вокали
- Рудолф Шенкер – китари
- Матиас Ябс – китари
- Франсис Буххолц – електическа бас китара
- Херман Раребел – барабани

## Позиция в класациите
| Година | Класация                              | Позиция |
| ------ | ------------------------------------- | ------- |
| 1984   | САЩ („Мейнстрийм Рок Тракс“)          | 14      |
| 1984   | Великобритания („Ю Кей Сингълс Чарт“) | 76      |